# أنوج العليا (بربرود الغربي)
أنوج العلیا (بالفارسية: انوج علیا) هي منطقة سكنية تقع في إيران في قسم بربرود الغربي الریفي. يقدر عدد سكانها بـ 53 نسمة بحسب إحصاء 2016.